# Jakob Kaiser (Märtyrer)
Jakob Kaiser (* 1885 im Wolga-Gebiet, Russisches Kaiserreich; † 1921 in Marienberg, Dekanat Seelmann, Sowjetunion) war ein deutsch-russischer römisch-katholischer Geistlicher und Märtyrer.

## Leben
Jakob Kaiser stammte aus einer wolgadeutschen Familie im Bistum Tiraspol. Er studierte Theologie am Priesterseminar Saratow und wurde  1916 zum Priester geweiht. Dann wirkte er als Pfarrer in Marienberg. Dort wurde er 1921 von Bolschewisten erschossen.

## Gedenken
Die Römisch-katholische Kirche in Deutschland nahm Pfarrer Jakob Kaiser als Märtyrer in das deutsche Martyrologium des 20. Jahrhunderts auf.